# 유럽수학회

유럽수학회(European Mathematical Society, EMS)는 유럽의 수학 발전에 전념하는 유럽 조직이다. 회원은 유럽의 다양한 수학 학회, 학술 기관 및 개인 수학자이다. 현 총장은 코펜하겐 대학교 수학과 교수인 얀 필립 솔로바(Jan Philip Solovej)이다.
이 학회는 대학, 연구 기관 및 기타 고등 교육 기관의 모든 종류의 수학자에게 봉사하고자 한다. 그 목표는 다음과 같다.
1. 순수 및 응용 분야의 수학적 연구를 장려하고,
2. 수학 교육 문제에 대한 지원 및 조언하고,
3. 사회와 수학의 더 넓은 관계에 관심을 갖고,
4. 다양한 국가의 수학자 간의 상호 작용을 촉진하고,
5. 유럽 수학자들의 정체성 확립하고,
6. 초국가적 기관의 수학 공동체를 대표한다.

EMS는 그 자체로 국제 수학 연맹의 준회원이자 국제 산업 및 응용수학 협의회의 준회원이다.

## 유럽수학회상
유럽수학회의(ECM)는 학회의 후원으로 4년마다 개최되며, 여기서 "35세 이하의 젊은 연구자들이 수학 분야에서 뛰어난 공헌을 한 공로를 인정"하기 위해 10개의 EMS상이 수여된다.
2000년부터 펠릭스 클라인상(카이저슬라우테른 산업수학연구소에서 수여)은 정교한 방법을 사용하여 구체적이고 어려운 산업 문제에 대한 산업의 완전한 만족을 충족시킨, 뛰어난 해결책을 제공한 "젊은 과학자 또는 소규모 젊은 과학자 그룹(보통 38세 미만)"에게 수여되었다.
2012년부터 오토 노이게바우어(Otto Neugebauer) 상(슈프링어에서 수여)은 수학의 발전이나 수학에 대한 우리의 이해를 향상시키는 수학사 분야의 매우 독창적이고 영향력 있는 연구를 수행한 연구자 또는 연구자 그룹에게 수여되었다. 어떤 시대, 어떤 지리적 지역의 특정 수학 과목에 대한 것이다.

## 같이 보기
- 런던 수학회
- 독일 수학회
- 미국 수학회
- 응용수학 및 역학 학회